# Reactieve hechtingsstoornis
Reactieve hechtingsstoornis, soms afgekort als RHS, is een psychische aandoening die in de DSM-5 is ingedeeld bij psychotrauma- en stressorgerelateerde stoornissen. De aandoening ontwikkelt zich in de eerste vijf levensjaren. De DSM-IV onderscheidde het geremde (waakzaam, terughoudend) en het ontremde type (gebrek aan onderscheid). In de DSM-5 en in het ICD-10 is het ontremde type afzonderlijk beschreven (F94.2).

## Verschijnselen
Kinderen die aan deze stoornis lijden, slagen er niet in om zich op een gepaste wijze emotioneel te hechten aan hun ouders of anderen die voor hen zorgen. De hechtingsstoornis kan ontstaan als het kind onvoldoende gelegenheid krijgt om emotionele banden te vormen, bijvoorbeeld als het regelmatig andere verzorgers krijgt, maar de oorzaak kan ook liggen in verwaarlozing (affectief, emotioneel of onthouden van fysieke basisbehoeften) of mishandeling (geestelijk of lichamelijk).

### Geremde type
Emotioneel zijn de relaties korter en oppervlakkiger dan normaal. Het kind gedraagt zich overdreven waakzaam, weigert toenadering van verzorgers, verzet zich tegen troosten en spelen en kan sociaal geïsoleerd raken. Het kind voelt zich steeds afgewezen en niet gewenst, reageert vaak onvoorspelbaar en gedraagt zich tegenstrijdig; het kind kent een aanhoudende toestand van stress en hulpeloosheid en zal als reactie hierop ernstig verstoorde emoties en gedragingen laten zien.

### Ontremde type (ICD-10)
Het kind van het ontremde type maakt weinig onderscheid tussen vertrouwde en onbekende personen. Het kind vertoont aanklampend gedrag en gaat erg vrij en overvriendelijk om met volwassenen. Meestal staat het kind bekend als ‘allemansvriendje’, omdat het geen normale affectie kent en grenzeloos is in het aangaan van relaties en vriendschappen. Het kind vraagt veel (negatieve) aandacht, gedraagt zich soms onbeleefd, kent geen berouw en zal naar willekeurige volwassenen gaan voor het vervullen van behoeftes. Soms treedt er een overmatig sterke binding op, ook bij relatief onbekenden.  Het kind is verminderd gevoelig voor straf of pogingen om het gedrag te corrigeren.

### Gedragskenmerken
Gedragskenmerken- en problemen die worden beschreven zijn o.a.:
- Ongenuanceerde affectie jegens vreemden
- Weigeren om affectie te tonen naar familieleden
- Stelen, liegen zonder reden, wreedheid jegens dieren
- Vernieling van eigendommen
- Ongepast seksueel gedrag
- Gebrek aan berouw en sociopathisch gedrag (Wilson, 2001)
- Vermijden van oogcontact

## Criteria volgens de DSM-IV-classificatie
a) In de meeste situaties opmerkelijk verstoorde en niet aan de ontwikkeling aangepaste sociale relatievormen, optredend voor het vijfde jaar en duidelijk zichtbaar in:
- een voortdurend mislukken om op een aan de leeftijd aangepaste wijze sociale interacties te stellen of erop te antwoorden, zoals duidelijk door overdreven ontremde/overalerte of erg ambivalente en tegenstrijdige reacties;
- een gebrek aan duidelijke bindingen, wat blijkt uit een onvermogen om in sociale relaties een onderscheid des persoons te maken, met een duidelijk onvermogen om op die verschillende personen passend te reageren.

b) De stoornis mag niet te wijten zijn aan een algemene ontwikkelingsstoornis zoals een mentale handicap, of een symptoom zijn van een pervasieve ontwikkelingsstoornis zoals het autisme.
c) Er moeten sporen zijn van een vroegkinderlijke verwaarlozing:
- voortdurende veronachtzaming van emotionele basisbehoeften (koestering, troost, aanmoediging van het kleine kind);
- verwaarlozing van de fysieke basisbehoeften (verzorging, voeding);
- herhaaldelijke wisseling van basisverzorgers, waardoor geen stabiele hechtingen mogelijk waren.

d) Men mag veronderstellen dat de verwaarlozing onder punt c verantwoordelijk is voor het gestoorde gedrag, dat ook volgde op die verwaarlozing.
Reactieve hechtingsstoornis moet zeker niet verward worden met een algemene 'hechtingsstoornis' of onveilige hechting. De reactieve hechtingsstoornis is een klinisch te diagnosticeren psychische aandoening in tegenstelling tot 'hechtingsstoornis' en onveilige hechting, wat psychologische koepeltermen betreft.

## Beloop
De ernst en duur van de aandoening is afhankelijk van een aantal factoren, maar over het algemeen treedt er een sterke verbetering op als het kind in een veilige en verzorgende omgeving komt te verkeren. Een kind met een reactieve hechtingsstoornis heeft nogal eens meer gezondheidsproblemen. groei-, leer- en eetstoornissen zoals pica of herkauwen komen relatief vaak voor.
Het kind van het geremde type heeft een grotere kans op depressies, eenzaamheid en verslavingen. Het kind van het ontremde type is gemakkelijk te beïnvloeden en loopt daardoor het gevaar verzeild te raken in criminele activiteiten en contacten. Als gevolg van bijkomende leerproblemen zakt het kind soms naar de laagste onderwijsvormen. Ook kunnen er angst- of gedragsstoornissen optreden.
Oudere kinderen of jongeren met een reactieve hechtingsstoornis blijven vaak neigen naar een overmatige familiariteit bij soms zelfs wildvreemden en slagen ook dan niet in het aangaan van gezonde emotionele relaties met als gevolg een gevoel van gemis of deprivatie. In geval van groeistoornissen treedt soms een versnelde rijping, een te vroege of late - maar korte groeispurt - en een (te) vroege of late intredende puberteit op. In sommige gevallen treedt de puberteit niet op.

## Risicofactoren en ernst
Reactieve hechtingsstoornis is een ernstige stoornis waarbij het gehechtheidsgedrag ernstig verstoord blijft, ondanks dat het kind in een veilige omgeving geplaatst wordt en er geen sprake is meer is van reactieve hechtingsstoornis - zie beloop -. Reactieve hechtingsstoornis wordt vooral gezien bij:
- kinderen uit de pleegzorg of kinderen uit een weeshuis;
- (soms oudere) adoptiekinderen waarvan de voorgeschiedenis niet bekend is;
- kinderen die (van jongs af aan) slachtoffer waren van een of meerdere vormen van kindermishandeling;
- kinderen met een problematische zwangerschap (couveuse, zuurstofgebrek);
- kinderen van ouders met psychische- of verslavingsproblematiek.

De ernst van de stoornis is afhankelijk van een aantal factoren, onder andere:
- de duur van de kindermishandeling;
- de leeftijd waarop het begon en waarop het stopt;
- de kwaliteit van een vervangend hechtingsfiguur;
- het karakter van het kind en de steun van de omgeving;
- indien couveuse, de mate waarin de ouder(s) betrokken blijft.